# فاطمه شریف
فاطمه شریف (زادهٔ ۲۳ شهریور ۱۳۶۵ در گناباد) مربی تیم ملی فوتسال بانوان ایران از آبان ماه ۱۳۹۸
و فوتسالیست ایرانی عضو تیم ملی بانوان ایران، وی از سال ۱۳۸۵ به عضویت تیم ملی فوتسال درآمد. او سابقه مربیگری در این رشتهٔ ورزشی را نیز دارد و مدرک دانشگاهی ایشان کارشناسی مهندسی برق و کارشناسی ارشد در رشتهٔ مدیریت اجرایی است.
همچنین وی در کارنامه خود عنوان خانم گلی در هشتمین دوره لیگ برتر فوتسال بانوان با ۶۲ گل را دارد.

## عضویت در تیم ملی
- ۷ سال سابقهٔ عضویت تیم ملی (۱۳۸۵ تا ۱۳۸۹ و ۱۳۹۱ تا ۱۳۹۳)[۶][۷]
- کسب مقام قهرمانی با تیم ملی فوتسال بانوان در مسابقات غرب آسیا-اردن ۲۰۰۷
- کسب مقام چهارمی با تیم ملی فوتسال بانوان در مسابقات آسیایی-ویتنام ۲۰۰۹
- کسب مقام سومی با تیم ملی فوتسال بانوان در مسابقات ویکتوری دی-روسیه ۲۰۱۳ و ۲۰۱۴
- کسب مقام هفتمی مسابقات فوتسال دانشجویان جهان - برزیل ۲۰۰۷

## سایر عناوین ورزشی دوره بازیکنی
- کسب مقام سومی با تیم پرسپولیس تهران در مسابقات باشگاهی آسیا-اردن ۲۰۰۸
- شرکت در تورنمنت بین المللی nation cup کشور پرتغال به همراه تیم تجارتخانه جنوب هرمزگان- ۲۰۰۸
- کسب مقام سومی با تیم متین ورامین در مسابقات لیگ برتر-فصل ۹۱-۹۲
- کسب مقام نائب قهرمانی با تیم پالایش نفت آبادان در مسابقات لیگ برتر-فصل ۹۲-۹۳
- کسب مقام نائب قهرمانی با تیم سپید رود رشت در مسابقات لیگ برتر-فصل ۹۳-۹۴[۸]
- کسب مقام سومی با تیم تعاونی احرار رشت در مسابقات لیگ برتر-فصل ۹۴-۹۵
- کسب مقام قهرمانی با تیم نامی نو اصفهان در مسابقات لیگ برتر-فصل ۹۸–۹۷[۹]
- کسب مقام قهرمانی در لیگ یک کشور با تیم های فدک یاسوج و بال گستر خراسان
- چندین عنوان قهرمانی و خانم گلی با تیم های دانشگاه فردوسی مشهد و پیام نور تهران در رقابت های دانشجویی کشور

## مدارک تحصیلی و مربی گری

### مدارک تحصیلی
- کارشناسی مهندسی برق دانشگاه فردوسی مشهد
- کارشناسی ارشد مدیریت اجرایی دانشگاه پیام نور تهران

### مدارک و کلاس‌های مربیگری
مدرس AFC (کنفدراسیون فوتبال آسیا) و فدراسیون فوتبال جمهوری اسلامی ایران
حضور در اولین دوره تربیت مدرسان خانم فوتسال آسیا به نمایندگی از کشور ایران (مالزی ۲۰۱۶)
حضور در سمینار مدرسان فوتسال آسیا به نمایندگی از کشور ایران (مالزی ۲۰۱۸)
مدرک سطح یک مربیگری فوتسال آسیا (کرمانشاه ۹۲)
مدرک سطح دو مربیگری فوتسال آسیا (شیراز ۹۴)
مدر سطح سه مربیگری فوتسال آسیا (تهران ۱۴۰۲)
حضور در سمینار رهبران آینده فوتبال بانوان در کشور قطر (دوحه ۱۴۰۱)
حضور در سمینار رهبران آینده فوتبال بانوان در کشور آلمان (برلین ۱۴۰۳)
تدریس چندین کلاس مربیگری فوتسال سطح یک ایران و سطح یک آسیا و سطح دو آسیا

## سوابق مربیگری
- سرمربی تیم ملی فوتسال نوجوانان (از سال ۱۴۰۴)
- مربی تیم ملی فوتسال بزرگسالان (از سال ۹۸ تا ۱۴۰۰)[۲][۱۵][۱۶]
- مربی تیم ملی فوتسال جوانان از سال ۹۵ تا ۹۷[۱۷]
- کسب مقام نائب قهرمانی به عنوان سرمربی با تیم پیروزی کامیاران در مسابقات لیگ دسته یک و صعود به لیگ برتر-فصل ۹۶-۹۵[۱۸]
- کسب مقام چهارمی به عنوان سرمربی با تیم مشکی پوشان خراسان در مسابقات لیگ برتر-فصل ۹۷-۹۶[۱۹][۲۰]
- کسب مقام قهرمانی به عنوان مربی با تیم نامی نو اصفهان در مسابقات لیگ برتر-فصل ۹۸-۹۷[۲۱]
- کسب مقام سومی لیگ برتر به عنوان سرمربی با تیم هیئت فوتبال خراسان رضوی فصل ۹۹-۹۸
- کسب مقام سومی لیگ برتر به عنوان سرمربی با تیم هیئت فوتبال خراسان رضوی فصل ۴۰۰-۹۹
- کسب مقام نایب قهرمانی لیگ برتر کشور به عنوان سرمربی با تیم فوتسال زنان نصر فردیس کرج فصل ۴۰۱-۴۰۰
- کسب مقام نایب قهرمانی سوپر لیگ کشور به عنوان سرمربی با  تیم فوتسال زنان نصر فردیس کرج فصل ۴۰۲-۴۰۱
- سرمربی تیم ملی حفاری اهواز در فصل ۴۰۳-۴۰۲
- کسب مقام سومی لیگ برتر کشور به عنوان‌‌ سرمربی با تیم فوتسال زنان سایپا تهران فصل ۴۰۴-۴۰۳

## سمت‌های اجرایی
- نائب رئیس بانوان هیئت فوتبال استان خراسان رضوی از خرداد ۹۸
- استعدادیاب برتر کشور در فوتسال